# 헌트 (2022년 영화)
《헌트》(영어: Hunt)는 2022년 개봉한 대한민국의 액션 영화이다. 배우 이정재의 감독 데뷔작이며, 그가 각본 역시 맡았다. 2022년 칸 영화제에서 전 세계 최초로 공개되었다.

## 줄거리
군사독재가 절정에 달했던 1980년대, 국가안전기획부 해외팀장 박평호(이정재)와 국내팀장 김정도(정우성)는 워싱턴 D.C.에서 합동으로 대통령을 경호한다. 순찰 중 CIA는 암살자 를 발견하고 이를 한국팀에 알린다. 박평호와 김정도는 대치끝에 그들을 사살한다. 워싱턴 사건 이후 안기부장은 박평호와 김정도에게 조직 내에 동림이라는 북한 첩자가 있다고 알려준다. CIA의 정보에 따르면 그는 남한의 대통령을 암살하려는 북한의 위험한 스파이이다. 김정도와 박평호는 동림을 축출하기 위해 노력한다. 동시에 그들은 일본에서 북한 핵 물리학자의 망명 작업을 한다. 박평호 팀이 물리학자의 망명작전을 주도하지만 실패로 끝난다. 이후 두 팀은 각자의 방식으로 동림을 추격하기 시작한다. 오랜 조사 끝에 그들은 서로에 대한 진실을 밝혀낸다. 김정도과 그의 추종자들은 무고한 민간인 학살을 초래한 광주민주화운동에 대한 정의에 직면해야 한다고 느끼기 때문에 남한 대통령을 암살할 계획이다. 반전으로 박평호는 동림으로 밝혀졌다. 박평호는 김정도의 추격요원을 피해 조련사를 만나 지시를 받는다. 그는 자신의 작업 매개변수가 변경되었고 작업이 완료되면 자신이 죽을 것이라는 사실을 알고 충격을 받았다. 김정도는 그의 조련사로부터 박평호를 구하고 안기부로부터 그의 신분을 숨기고 그를 태국 방콕에서 한국 대통령을 암살하려는 계획에 끌어들인다. 북한 저격수와 김정도가 대통령 차량 행렬을 공격하지만 박평호가 제지한다. 한편 심어진 북한 요원이 최후의 수단으로 폭탄을 터뜨린다. 그러나 그것은 폭발을 피하는 대통령을 죽이지 못한다. 김정도는 폭발에 휘말려 사망한다. 태국 사건 이후 박평호는 김정도의 가족을 찾아가 조공을 바친 뒤 미국으로의 탈출을 준비하기 위해 남쪽으로 향한다. 그러나 그가 해안을 따라 운전하는 동안 북한 요원들이 나타나 그를 암살한다.

## 출연

### 주연
- 이정재 : 박평호 역
- 정우성 : 김정도 역
- 전혜진 : 방주경 역
- 허성태 : 장철성 역
- 고윤정 : 조유정 역
- 김종수 : 안병기 국장 역
- 정만식 : 양보성 역

### 조연
- 임형국 : 운반자 역
- 정경순 : 천보산 역
- 정재성 : 표동호 역
- 송영창 : 강무영 역
- 강경헌 : 정도 아내 역
- 임성재 : 보안사 역
- 정성모 : 김순식 장군 역
- 손성호 : 전두환 천수호 역
- 폴 배틀 CIA 지부장 역
- 김학선 : 신기철 역
- 오만석 : 강 기자 역
- 박윤희 : 목성사 사내 2 역
- 최민 : 목성사 사내 4 역
- 김찬형 : 국내팀 요원 1 역
- 김동형 : 강령군 북한군 1 역
- 김시원 : 강령군 북한군 2 역
- 정용식 : 강령군 북한군 10 역
- 태윤 : 강령군 북한군 12 역
- 박중근 : 동경지부 요원 6 역
- 박정환 : 목성사 소각 남직원 역
- 최우준 : 해외팀 요원 2 역
- 권은성 : 정도 둘째 아들 역
- 조나단 애런 그로프 : CIA 요원 1 역
- 유재명 : 최규창 역 (우정출연)
- 박성웅 : 박정환 역 (특별출연)
- 조우진 : 문형석 역 (특별출연)
- 주지훈 : 정현수 역 (특별출연)
- 김남길 : 요원 3 역 (특별출연)
- 이성민 : 조원식 역 (특별출연)
- 황정민 : 리 중좌 역 (우정출연)

## 흥행
2022년 국내 4대 메이저 영화 배급사의 텐트폴 영화 경쟁의 마지막 주자로 뛰어든다. 우선 첫 주자인 CJ ENM 배급의 외계+인 1부가 혹평과 처참한 흥행 실패로 기대와 달리 일찌감치 경쟁에서 떨어져 나갔고, 역대 관객 동원 1위 영화 명량의 후속작인 롯데 배급의 한산: 용의 출현은 어느 정도 순항이지만 전작에 비하면 흥행 추이는 지지부진한 상태. 여기에 송강호, 이병헌, 전도연 등 엄청난 라인업을 자랑한 쇼박스 배급의 비상선언은 개봉 첫날부터 부정적인 관객 반응이 쏟아져 나오며 흥행 흐름에 먹구름이 끼었다. 이렇게 주요 경쟁작들이 개봉하고 보니 예상 이하인 상황에서, 이정재의 입봉작이자 가장 기대를 덜 받은 헌트가 평론가와 시사회 반응 모두 긍정적이고, 평론가 김도훈이나 이동진은 아예 이번 텐트폴 영화 중에서 가장 재밌다는 평을 내놓는 등 흥행에 청신호가 켜졌다.
개봉 전
8월 셋째주부터 3주간 이렇다 할 대작 영화들의 개봉 일정이 없고, 관객 평점만 좋다면 무난하게 손익분기점(435만)을 돌파할 수 있는 여건이 갖춰졌다.
하지만 2022년 8월 수도권 홍수로 인해 큰 변수가 생기게 되었다. 실제로 8월 첫째주에 비해 8월 둘째주에 접어들자 전체 관객수는 반토막이 났는데 (8월 1일 67만 → 8월 8일 34만), 그 파이를 기존 상영작과 나누어야 하는 상황이어서 오프닝 성적이 기대 이하일 가능성이 점쳐진다.
1일차
첫날 관객수 210,821명으로 전체 점유율 46%를 기록하였다. 문화가 있는 날 버프가 없는 평일 오프닝 성적으로는 상당히 선전한 편.

## 참고 사항
- 정성모는 MBC 일일 드라마 《두 번째 남편》 이후로 2년 만에 재회하는 작품이다.

## 수상 경력
- 2022년 제42회 한국영화평론가협회상 여우조연상 (전혜진)
- 2022년 제42회 한국영화평론가협회상 남우주연상 (정우성)
- 2022년 제42회 한국영화평론가협회상 신인감독상 (이정재)
- 2022년 제43회 청룡영화상 신인감독상 (이정재)
- 2022년 제43회 청룡영화상 촬영조명상 (이모개 외 1명)
- 2022년 제43회 청룡영화상 편집상 (김상범)
- 2022년 제58회 대종상 영화제 조명상 (이성환)
- 2023년 제59회 백상예술대상 영화부문 예술상 (이모개)